# Saison 1929-1930 des Canadiens de Montréal
Autres saisons
Saison précédente Saison suivante
La saison 1929-1930 de hockey sur glace est la 21e saison que jouent les Canadiens de Montréal. Ils évoluent alors dans la Ligue nationale de hockey et finissent à la 2e place au classement de la Division Canadienne.

## Saison régulière

### Classement

#### Division Canadienne
|                        | PJ | V  | D  | N | BP  | BC  | Pts |
| ---------------------- | -- | -- | -- | - | --- | --- | --- |
| Maroons de Montréal    | 44 | 23 | 16 | 5 | 141 | 114 | 51  |
| Canadiens de Montréal  | 44 | 21 | 14 | 9 | 142 | 114 | 51  |
| Sénateurs d'Ottawa     | 44 | 21 | 15 | 8 | 138 | 118 | 50  |
| Maple Leafs de Toronto | 44 | 17 | 21 | 6 | 116 | 124 | 40  |
| Americans de New York  | 44 | 14 | 25 | 5 | 113 | 161 | 33  |

#### Division Américaine
|                       | PJ | V  | D  | N  | BP  | BC  | Pts |
| --------------------- | -- | -- | -- | -- | --- | --- | --- |
| Bruins de Boston      | 44 | 38 | 5  | 1  | 179 | 98  | 77  |
| Blackhawks de Chicago | 44 | 21 | 18 | 5  | 117 | 111 | 47  |
| Rangers de New York   | 44 | 17 | 17 | 10 | 136 | 143 | 44  |
| Cougars de Détroit    | 44 | 14 | 24 | 6  | 117 | 133 | 34  |
| Pirates de Pittsburgh | 44 | 5  | 36 | 3  | 102 | 185 | 13  |

## Match après match

### Novembre
| No | Date        | Visiteur               | Score | Domicile              | Fiche |
| -- | ----------- | ---------------------- | ----- | --------------------- | ----- |
| 1  | 14 novembre | Les Canadiens          | 3-3   | Sénateurs d'Ottawa    | 0-0-1 |
| 2  | 16 novembre | Blackhawks de Chicago  | 4-4   | Les Canadiens         | 0-0-2 |
| 3  | 19 novembre | Les Canadiens          | 1-5   | Maroons de Montréal   | 0-1-2 |
| 4  | 21 novembre | Maple Leafs de Toronto | 2-3   | Les Canadiens         | 1-1-2 |
| 5  | 24 novembre | Les Canadiens          | 3-2   | Americans de New York | 2-1-1 |
| 6  | 26 novembre | Pirates de Pittsburgh  | 2-9   | Les Canadiens         | 3-1-2 |
| 7  | 30 novembre | Americans de New York  | 1-3   | Les Canadiens         | 4-1-2 |

### Décembre
| No | Date        | Visiteur            | Score | Domicile               | Fiche |
| -- | ----------- | ------------------- | ----- | ---------------------- | ----- |
| 8  | 3 décembre  | Les Canadiens       | 1-3   | Bruins de Boston       | 4-2-2 |
| 9  | 5 décembre  | Maroons de Montréal | 5-4   | Les Canadiens          | 4-3-2 |
| 10 | 7 décembre  | Les Canadiens       | 1-0   | Maple Leafs de Toronto | 5-3-2 |
| 11 | 10 décembre | Cougars de Détroit  | 3-5   | Les Canadiens          | 6-3-2 |
| 12 | 12 décembre | Les Canadiens       | 3-8   | Rangers de New York    | 6-4-2 |
| 13 | 14 décembre | Sénateurs d'Ottawa  | 4-6   | Les Canadiens          | 7-4-2 |
| 14 | 17 décembre | Les Canadiens       | 3-3   | Pirates de Pittsburgh  | 7-4-3 |
| 15 | 19 décembre | Rangers de New York | 2-7   | Les Canadiens          | 8-4-3 |
| 16 | 21 décembre | Les Canadiens       | 1-1   | Sénateurs d'Ottawa     | 8-4-4 |
| 17 | 28 décembre | Bruins de Boston    | 3-2   | Les Canadiens          | 8-5-4 |

### Janvier
| No | Date        | Visiteur              | Score | Domicile               | Fiche   |
| -- | ----------- | --------------------- | ----- | ---------------------- | ------- |
| 18 | 1er janvier | Les Canadiens         | 3-2   | Blackhawks de Chicago  | 9-5-4   |
| 19 | 2 janvier   | Les Canadiens         | 0-4   | Gougars de Détroit     | 9-6-4   |
| 20 | 4 janvier   | Les Canadiens         | 3-4   | Maple Leafs de Toronto | 9-7-4   |
| 21 | 7 janvier   | Maroons de Montréal   | 2-1   | Les Canadiens          | 9-8-4   |
| 22 | 11 janvier  | Sénateurs d'Ottawa    | 2-1   | Les Canadiens          | 9-9-4   |
| 23 | 16 janvier  | Cougars de Détroit    | 1-6   | Les Canadiens          | 10-9-4  |
| 24 | 21 janvier  | Les Canadiens         | 5-2   | Americans de New York  | 11-9-4  |
| 25 | 25 janvier  | Bruins de Boston      | 2-1   | Les Canadiens          | 11-10-4 |
| 26 | 28 janvier  | Les Canadiens         | 3-2   | Maroons de Montréal    | 12-10-4 |
| 27 | 30 janvier  | Blackhawks de Chicago | 0-1   | Les Canadiens          | 13-10-4 |

### Février
| No | Date        | Visiteur               | Score | Domicile               | Fiche   |
| -- | ----------- | ---------------------- | ----- | ---------------------- | ------- |
| 28 | 1er février | Les Canadiens          | 1-4   | Sénateurs d'Ottawa     | 13-11-4 |
| 29 | 4 février   | Maple Leafs de Toronto | 1-3   | Les Canadiens          | 14-11-4 |
| 30 | 6 février   | Les Canadiens          | 3-3   | Maple Leafs de Toronto | 14-11-5 |
| 31 | 8 février   | Maroons de Montréal    | 2-2   | Les Canadiens          | 14-11-6 |
| 32 | 13 février  | Sénateurs d'Ottawa     | 4-4   | Les Canadiens          | 14-11-7 |
| 33 | 16 février  | Les Canadiens          | 2-1   | Blackhawks de Chicago  | 15-11-7 |
| 34 | 18 février  | Les Canadiens          | 2-0   | Cougars de Détroit     | 16-11-7 |
| 35 | 22 février  | Americans de New York  | 2-9   | Les Canadiens          | 17-11-7 |
| 36 | 25 février  | Les Canadiens          | 2-4   | Americans de New York  | 17-12-7 |
| 37 | 27 février  | Maple Leafs de Toronto | 2-6   | Les Canadiens          | 18-12-7 |

### Mars
| No | Date     | Visiteur              | Score | Domicile              | Fiche   |
| -- | -------- | --------------------- | ----- | --------------------- | ------- |
| 38 | 1er mars | Les Canadiens         | 4-2   | Pirates de Pittsburgh | 19-12-7 |
| 39 | 4 mars   | Les Canadiens         | 2-5   | Bruins de Boston      | 19-13-7 |
| 40 | 6 mars   | Les Canadiens         | 0-4   | Maroons de Montréal   | 19-14-7 |
| 41 | 8 mars   | Rangers de New York   | 0-6   | Les Canadiens         | 20-14-7 |
| 42 | 11 mars  | Les Canadiens         | 3-3   | Rangers de New York   | 20-14-8 |
| 43 | 13 mars  | Pirates de Pittsburgh | 2-2   | Les Canadiens         | 20-14-9 |
| 44 | 18 mars  | Americans de New York | 3-8   | Les Canadiens         | 21-14-9 |

## Effectif

### Gardien de but
- George Hainsworth

### Défenseur
- Sylvio Mantha (capitaine)
- Marty Burke
- Albert Leduc
- Georges Mantha
- Gerald Carson

### Attaquants

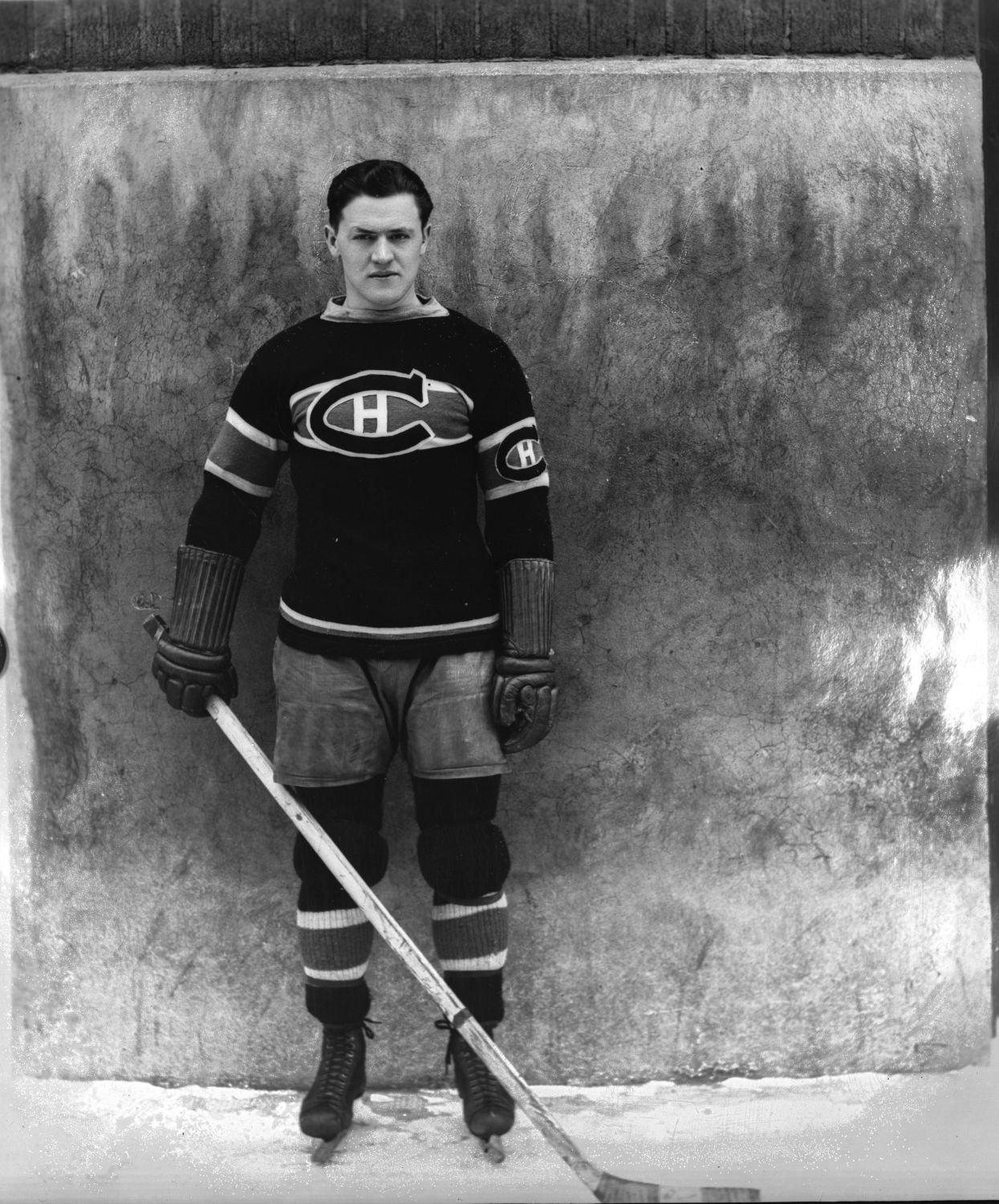
Armand Mondou vers 1930

- Howie Morenz
- Alfred Lépine
- Aurèle Joliat
- Armand Mondou
- Nick Wasnie
- Wildor Larochelle
- Bert McCaffrey
- Gus River

### Directeur Général
- Léo Dandurand

### Entraîneur
- Cecil Hart